# آندد گرل مردر فرس
نمایش مضحک مرگ دختر نامیرا یا آندد گرل مردر فرس (به ژاپنی:アンデッドガール・マーダーファルス، هپبورن: Andeddo Gāru Mādā Farusu) یک مجموعه رمان ژاپنی نوشته یوگو آئوساکی است. انتشار آن در دسامبر ۲۰۱۵ آغاز شد و تا سال ۲۰۲۳ چهار جلد منتشر شد. اقتباس مانگایی که توسط هاروکا تومویاما به تصویر کشیده شده بود، در ژوئن۲۰۱۶ در ماهنامه کودانشا شونن سیریوس شروع به پخش سریال کرد، قبل از اینکه در سال ۲۰۱۷ به نمسیس و سپس به وبگاه Comic Days منتقل شود. در سال ۲۰۱۸ مانگا در سه جلد تانکوبون گردآوری شد. یک اقتباس از مجموعه تلویزیونی انیمه تولید شده توسط لاپین ترک در تلویزیون فوجی در ژوئیه ۲۰۲۳ به نمایش درآمد.

## داستان
داستان در اواخر قرن نوزدهم و اوایل قرن بیستم میلادی در جهانی مملو از موجودات ماوراء طبیعی و جادویی اتفاق می‌افتد، سوگارو شینوچی، نیمه دیو (اونی)، در کنار آیا ریندو و خدمتکارش شیزوکا هاسِی، ژاپن را ترک می‌کند و برای بازیابی بدن آیا ریندو سراسر اروپا سفر می‌کند، سر آیا توسط شخص ناشناسی بریده شده و بدن او نیز دزدیده شد.